# الأيام (كتاب)
الأيام كتاب عن أيام أتت وولت على طه حسين، يسردها في هذا الكتاب ليقص بها قصة حياته؛ طفولته في قريته وشقاوته مع شيخه ثم الانتقال إلى أعمدة الأزهر حيث كان يتجلى كل أمل أبيه أن يراه عالماً يعتكف على إحدى تلك الأعمدة يدرّس فيها طلابه. ذهب طه حسين إلى الأزهر وفي مخيلته صورة جميلة عنه لم تزل حتى اقتحم القاهرة وعاش وتنقّل بين صحون وأعمدة الأزهر وعاش فيها ما عاش ورأى فيها ما رأى.

## أجزاء الكتاب
يتكون الكتاب من ثلاثة أجزاء وهي :
- الجزء الأول: يتحدث فيه طه حسين عن طفولته بما تحمل من معاناة، ويحدثنا عن الجهل المطبق على الريف المصري وما فيه من عادات حسنة وسيئة في ذلك الوقت.
- الجزء الثاني: يتحدث عن المرحلة التي امتدت بين دخوله الأزهر وتمرده المستمر على مناهج الأزهر وشيوخه ونقده الدائم لهم وحتى التحاقه بالجامعة الأهلية.
- الجزء الثالث: يتحدث فيه عن الدراسة في الجامعة الأهلية، ثم سفره إلى فرنسا وحصوله على الليسانس والدكتوراة ودبلوم الدراسات العليا ثم العودة إلى مصر أستاذاً في الجامعة.
- وبذلك يكون عميد الأدب العربي قد وضع مثالاً للشباب ليهتدوا به حيث هدفه من الكتاب:

1. الحنين إلى الطفولة السعيدة
2. الرغبة في تقديم مثال ليحتذى به الشباب
3. الرغبة في مراجعه الذات والتاريخ
4. الرغبة في تحدي الحاضر والانتقام منه

من كلمات المؤلف التي توضح أهدافه النبيلة: «أنا أتمنى أن يجد الأصدقاء المكفوفين في قراءة هذا الحديث تسلية لهم عن أثقال الحياة، كما وجدت في إملاءه، وأن يجدوا فيه بعد ذلك تشجيعاً لهم على أن يستقبلوا الحياة مبتسمين لها، كما تبتسم لهم ولغيرهم من الناس».

## الأسلوب
استخدم طه حسين تقنية کسرالإيقاع ووظفها في کتاب الأيام، لم يكن الإيقاع في النص شكليا فقط بل امتد إلى لعب دور دلالي. وظف بلاغة الصمت للتعبيرعلي انطوائه. كما جاء الصمت بدلالات متعددة، ومتناقضة أحيانًا. استعمل طه حسين أسلوب التكرار، الذي يعدّ من أهم الآليات التي تعطي للنص تماسكه.

## اقتباسات من الكتاب
ذات مرة كتب طه حسين إلى زوجته سوزان يقول: 
«بدونك اشعر اني اعمى حقا. اما وانا معك، فإني اتوصل إلى الشعور بكل شيء، واني امتزج بكل الاشياء التي تحيط بي». 
وعندما رحل طه حسين عن العالم، كتبت هي تقول:
«ذراعي لن تمسك بذراعك ابدا، ويداي تبدوان لي بلا فائدة بشكل محزن، فأغرق في اليأس، اريد عبر عيني المخضبتين بالدموع، حيث يقاس مدى الحب، وامام الهاوية المظلمة، حيث يتأرجح كل شيء، اريد ان ارى تحت جفنيك اللذين بقيا محلقين، ابتسامتك المتحفظة، ابتسامتك المبهمة، الباسلة، اريد ان ارى من جديد ابتسامتك الرائعة..»
ولكن ذاكرةَ الأطفال ضعيفة، أو قل إن ذاكرة الإنسان غريبة حين تحاول استعراض حوادث الطفولة، عندها يكون بعض هذه الحوادث واضحاً جلياً كأن لم يمضِ بينها وبين الوقتِ شيءٌ، ثم يُمحى منها بعضُها الآخر كأن لم يكن بينها وبينه عهد

وللناس مذاهبهم المختلفة في التخفف من الهموم والتخلص من الأحزان، فمنهم من يتسلى عنها بالقراءة، ومنهم من يتسلى عنها بالرياضة، ومنهم من يتسلى عنها بالاستماع للموسيقى والغناء، ومنهم من يذهب غير هذه المذاهب كلها لينسى نفسه ويفر من حياته الحاضرة وماتثقله به من الأعباء

## وصلات خارجية
- الأيام على موقع مؤسسة هنداوي
- آراء القراء حول كتاب الأيام على موقع أبجد